# Stylurus falcatus
Stylurus falcatus är en trollsländeart som beskrevs av Howard Kay Gloyd 1944. Stylurus falcatus ingår i släktet Stylurus och familjen flodtrollsländor. Inga underarter finns listade i Catalogue of Life.